# Valsa Lenta
Valsa Lenta is een compositie van de Braziliaanse componist Heitor Villa-Lobos. Dit werk is geschreven gedurende een periode dat Villa-Lobos de binnenlanden van Brazilië bereisde en de inheemse Indiaanse muziek vergeleek met muziek uit bijvoorbeeld Duitsland en Frankrijk uit die tijd, maar ook bijvoorbeeld met muziek van Bach.
Valsa betekent wals waarvan hier in het Westen twee hoofdvarianten zijn; de Engelse wals in driekwartsmaat en de Weense wals voornamelijk in zesachtstemaat. De Valsa Lenta is een Engelse wals, de driekwartsmaat is consequent doorgevoerd, maar door het toepassen van Braziliaanse accenten lijkt het soms een twee- of vierkwartsmaat. De accelerandos en rallentandos zorgen er mede voor dat het walsgevoel soms geheel verdwijnt.
Lenta is de aanduiding van het langzame tempo Lento.
De muziek voor dit werkje is langere tijd zoek geweest. In 2008 verscheen het op een verzamelalbum met meerdere pianowerken van de componist.

## Discografie
- Uitgave Naxos: Sonja Rubinsky, piano